# يو إف سي ليلة القتال: فولكوف ضد روزينسترويك
يو إف سي ليلة القتال: فولكوف ضد روزينسترويك (بالإنجليزية: UFC Fight Night: Volkov vs. Rozenstruik)‏ هو حدث لفنون القتال المختلطة نظمته يو إف سي، أُقيم في 4 يونيو 2022، على يو إف سي أبيكس في إنتربرايز، نيفادا، وهي جزء من منطقة لاس فيغاس الحضرية، الولايات المتحدة.